# فايز كلان
فايز كلان (بالإنجليزية: FaZe Clan) هي منظمة أمريكية متخصصة في الرياضات الإلكترونية والإعلام الرقمي، تأسست في 30 مايو 2010 تحت اسم"فايز سنايبنغ", تُعد فايز كلان من أبرز الفرق المعنية في مجال الألعاب وصناعة المحتوى، وتضم فرقًا احترافية تتنافس في ألعاب فيديو من بينها ألعاب مثل كول أوف ديوتي، كاونتر سترايك 2، فالورانت، وفورت نايت، وذلك ضمن فرعها المختص بالبطولات الكبرى "فايز إي سبورتس".
في عام 2024، أعيد تنظيم هيكل الشركة لتصبح كيانين مستقلين: "فايز ميديا" المختصة بإدارة صُنّاع المحتوى، و"فايز إي سبورتس" للمنافسة في البطولات الكبرى.

## التاريخ
تأسست فايز كلان في 30 مايو 2010 باسم "فايز سنايبنغ"، وبدأت شهرتها عبر موقع يوتيوب من خلال مقاطع للعبة كول أوف ديوتي، قبل أن تتوسّع لاحقًا إلى منظمة تضم فرقًا تتنافس على أكبر البطولات العالمية و وتضم أكبر المؤثرين في مجال الألعاب الإلكترونية.
في عام 2016، انضم فريق فايز كلان إلى منافسات لعبة كاونتر سترايك بعد استحواذه على التشكيلة الأساسية لفريق G2 Esports, وبدأ الفريق سريعًا بحصد نتائج كبيرة، من أبرزها التتويج بلقب ELEAGUE CS:GO Premier عام 2017، واحتلال المركز الثاني (وصيف البطولة) في بطولة ELEAGUE Major: Boston 2018.
في عام 2022، تحوّلت فايز كلان إلى شركة مساهمة عامة، وأُدرجت في بورصة ناسداك باسم (FaZe Holdings Inc) لم يدم هذا الوضع طويلًا؛ إذ بدأت قيمة السهم بالانخفاض، حتى بلغ مستويات متدنية استدعت تدخل البورصة عبر إشعار رسمي بالشطب, وبالتزامن مع ذلك، طُرحت تساؤلات عديدة حول المنظمة بعد ترويج بعض من أعضائها في مشروع عملة رقمية، أُشير إليها في تقارير صحفية بأنها "عملة مشبوهة"، ما أثّر سلبًا على الصورة العامة لفايز كلان.
في أكتوبر 2023، استحوذت شركة ''جيم سكوير'' على فايز كلان بالكامل مقابل 17 مليون دولار. وبعد عدة أشهر، وتحديدًا في مايو 2024، أعادت الشركة تنظيم الهيكل الإداري للمنظمة، فقسمتها إلى كيانين منفصلين:
- فايز ميديا: معنية بإدارة صنّاع المحتوى، تحت إشراف ريتشارد بنغتسون.

- فايز إي سبورتس: تُشرف على الفرق التي تتنافس على البطولات الكبرى، وتتبع ملكيتها الكاملة لشركة جيم سكوير.

وفي يونيو من العام نفسه، اشترى بنغتسون نسبة 25.5٪ من أسهم فايز ميديا، ليصبح أحد مالكيها إلى جانب المستثمر مات كاليش الذي يملك 49٪.

## الفرق المشاركة في البطولات
تشارك فايز كلان في بطولات الرياضات الإلكترونية عبر فرقها، وتشمل مشاركاتها ألعابًا عدة، من أبرزها:
| اللعبة                     | الملاحظات                                                                 |
| -------------------------- | ------------------------------------------------------------------------- |
| Call of Duty               | يشارك الفريق في دوري Call of Duty League من خلال فريق Atlanta FaZe        |
| Counter-Strike 2           | يشارك الفريق دائمًا في البطولات الكبرى للعبة مثل بطولتي ESL وBLAST Premier |
| EA Sports FC               | يضم لاعبين محترفين في بطولات لعبة FC (فيفا سابقًا)                         |
| Fortnite                   | -                                                                         |
| PUBG                       | يشاركون في بطولات دولية منذ سنوات                                         |
| PUBG Mobile                | فريق اللعبة لنسخة اللعبة للهواتف والأجهزة اللوحية                         |
| Rainbow Six Siege          | -                                                                         |
| Valorant                   | -                                                                         |
| Halo Infinite              | -                                                                         |
| Super Smash Bros. Ultimate | -                                                                         |

.

## التمويل والشراكات
في مايو 2024، أعلنت مؤسسة كأس العالم للرياضات الإلكترونية (ESWC) عن انضمام فايز كلان إلى برنامج دعم الأندية، ما يتيح لهم تمويلًا سنويًا مقابل التوسع في ألعاب جديدة وزيادة التفاعل الجماهيري.

## وصلات خارجية
- الموقع الرسمي لفايز كلان
- قناة FaZe Clan على يوتيوب
- حساب FaZe Clan على إنستغرام
- حساب FaZe Clan على X (تويتر سابقًا)
- صفحة FaZe Clan على IMDb